# Marcelo Córdoba
Marcelo Alejandro Córdoba es un actor argentino, nacido el 21 de noviembre de 1973 en Buenos Aires.

## Biografía
Hace algunos años radica en México y se hizo conocido en su participación en la telenovela de Carla Estrada, Alborada de 2005.
En 2006, el productor Roberto Hernández Vázquez lo convocaría para unirse al elenco de Heridas de amor, una nueva versión de Valeria y Maximiliano de (1991). Ese mismo año, trabajó en Amar sin límites.
En 2007, nuevamente Carla Estrada lo llamaría para actuar al lado de Fernando Colunga y Susana González en Pasión. En 2008 actuó en Juro que te amo junto a Ana Brenda Contreras y Jose Ron.
En 2009, trabajó en Sortilegio producción de Carla Estrada junto a William Levy, Jacqueline Bracamontes y Daniela Romo.
En 2010, interpreta un pequeño papel antagónico en Mar de amor, realizó una actuación especial en la telenovela Llena de amor y participó en el capítulo "María, fanática" en la tercera temporada de Mujeres asesinas.
En 2011, participa en La fuerza del destino producción de Rosy Ocampo donde comparte créditos con Sandra Echeverría, David Zepeda, y Laisha Wilkins.
En 2012 recibe su primer antagónico en la telenovela Por ella soy Eva donde comparte créditos con Lucero, Jaime Camil y Mariana Seoane.
En 2013, el productor Nicandro Díaz González lo llama a una participación especial y se integra al elenco de Amores verdaderos junto a Erika Buenfil y Eduardo Yáñez.
En el mismo año, trabaja De que te quiero, te quiero de Lucero Suárez donde comparte créditos junto a Cynthia Klitbo, Livia Brito, Marisol del Olmo, Juan Diego Covarrubias y Aarón Hernán.
En 2014, participa en actuación especial en La malquerida producida por José Alberto Castro donde comparte créditos junto a Victoria Ruffo.

## Filmografía

### Telenovelas
- Monteverde (2025) - Carlos Rojas[1]
- S.O.S me estoy enamorando (2021) - Omar Kattan[2]
- Vencer el miedo (2020) - Rubén Olivo[3]
- La reina soy yo (2019) - Jack del Castillo[4]
- La bandida (2019) - Martín Hernández[5]
- Enamorándome de Ramón (2017) - Julio Medina
- Mujeres de negro (2016) - Eduardo "Edy" Quijano
- La gata (2014) - Javier Peñuela
- La malquerida (2014) - Alonso Rivas
- De que te quiero, te quiero (2013-2014) - Eleazar Medina Suárez
- Amores verdaderos (2012-2013) - Vicente Celorio
- Por ella soy Eva (2012) - Plutarco Ramos Arrieta
- La fuerza del destino (2011) - Antolín Galván
- Llena de amor (2010-2011) - José María Sevilla (joven)
- Mar de amor (2009-2010) - Hernán Irazábal
- Sortilegio (2009) - Roberto Castelar
- Juro que te amo (2008-2009) - Maximiliano "Max" Cuéllar
- Pasión (2007-2008) - Ascanio González
- Amar sin límites (2006-2007) - Andrés Galván
- Heridas de amor (2006) - Daniel Bustamante
- Alborada (2005-2006) - Marcos

### Programas de televisión
- El príncipe del barrio (2023) - Invitado[6]
- Silvia Pinal, frente a ti (2019) ... Arturo de Córdova
- Mujer, casos de la vida real..."Chismes calientes" (2007)
- La rosa de Guadalupe..."Amor sin fronteras" (2008)
- Tiempo final..."Periodista"(2009)
- Mujeres asesinas... "María, fanática" (2010)
- El gordo y la flaca...Invitado para hablar de Por ella soy Eva (2012)

## Premios y reconocimientos

### Premios People en Español
| Año  | Categoría     | Telenovela       | Resultado |
| ---- | ------------- | ---------------- | --------- |
| 2012 | Mejor Villano | Por ella soy Eva | Nominado  |

### Premios TVyNovelas
| Año  | Categoría     | Telenovela       | Resultado |
| ---- | ------------- | ---------------- | --------- |
| 2013 | Mejor Villano | Por ella soy Eva | Ganador   |